# Analisi audio
L'analisi audio è quella branca dell'ingegneria acustica che si occupa specificatamente di studiare e ricavare un significato da segnali audio di qualsiasi provenienza.
Tale tipo di analisi va dal semplice ascolto tramite il sistema uditivo, per la comprensione semantica di ciò che un suono significhi o indichi a livello semantico (se facente parte della voce), fino all'analisi fatta attraverso macchinari e software appositi, per la comprensione dettagliata di ogni caratteristica di un'onda sonora (la quale è definita dalla frequenza, dall'ampiezza e dall'intensità, oltreché da uno specifico timbro).

## Analisi naturale
La principale forma di analisi audio deriva dal semplice uso del sistema uditivo, parte fondamentale della vita di ogni essere vivente. L'essere umano, avente un intervallo uditivo da 20 a 20.000 Hz, è stato capace nel corso della sua evoluzione di sviluppare il più complesso linguaggio del regno animale, rendendo quindi possibile addirittura lo sviluppo di una cultura.
L'analisi naturale fatta dagli esseri viventi è, quindi, soprattutto "semantica" perché mira a individuare il significato di un suono (o di un parlato o di un verso, nel caso degli animali), piuttosto che ad analizzare l'onda sonora in sé dal punto di vista fisico.

## Analisi del segnale sonoro

### Rappresentazione formale

Una curva sinusoidale che mostra il picco d'ampiezza (1), l'ampiezza totale (2), il valore efficace (3), il periodo dell'onda (4) da cui si può ricavare la frequenza.

Questa è la rappresentazione di una basilare equazione di un'onda:
{\displaystyle x=A\sin(\omega [t-K])+b}
- {\displaystyle A} è l'ampiezza
- {\displaystyle x} è la variabile oscillante
- {\displaystyle \omega } è la Frequenza angolare
- {\displaystyle t} è il tempo
- {\displaystyle K} e {\displaystyle b} sono costanti arbitrarie che rappresentano rispettivamente il tempo e il posizionamento iniziale (se diversi da 0)

### Analisi sonora
Anche integrandosi con la fonetica acustica che studia anche il metodo e il modo di propagazione del suono, l'analisi di un segnale sonoro può mirare a vari obiettivi:
- Peek and gain - aumentare o diminuire l'ampiezza di particolari suoni per metterli in risalto
- analisi del dominio della frequenza
- analisi della risposta in frequenza
- Analisi della distorsione armonica
- analisi delle fasi
- individuazione di eventuali diafonie
- Studio della distorsione di intermodulazione
- analisi del rumore ambientale e di sottofondo
- Definizione di un suono sorround adatto alla situazione che si intende riprodurre

L'analisi audio era all'inizio effettuata mediante apparecchi hardware anche complessi, il cui capostipite fu l'HP 200A del 1939 della Hewlett-Packard. Con l'avvento dell'informatica e con il progresso della tecnologia, fu possibile introdurre anche l'analisi dei segnali audio tramite appositi software.

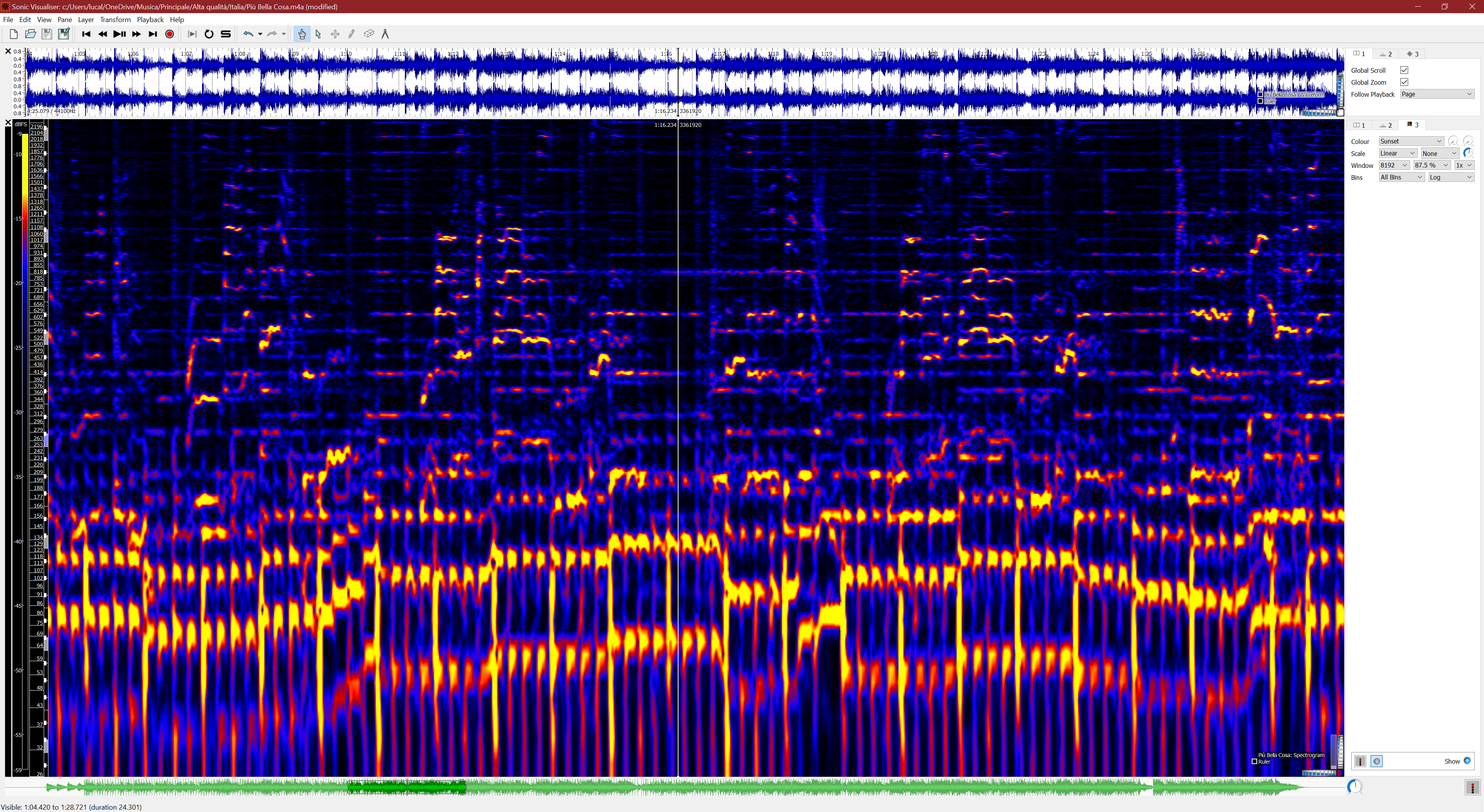
Spettrogramma, ottenuto tramite il software Sonic Visualizer, di una parte della canzone Più bella cosa di Eros Ramazzotti (1996), dove si notano molto in evidenza le note veloci dei bassi e delle percussioni e, a frequenze più elevate, la voce del cantante.

### Analisi software
All'inizio l'analisi audio tramite l'informatica richiedeva comunque delle periferiche da installare all'interno dei computer. Con il progresso della potenza dei calcolatori si è potuti passare all'uso di software per l'analisi anche su computer generici.
Tali programmi fanno largo uso di algoritmi che si basano sulla trasformata di Fourier veloce (o FFT, acronimo inglese equivalente)
Diverse università e comunità di sviluppatori hanno sviluppato dei programmi software, per lo più gratuiti e molti anche open source, per l'analisi digitale di un qualsiasi audio. Alcuni esempi sono:
- Sonic Visualizer - sviluppato dal personale dell'Università di Londra Queen Mary, adatto per la riproduzione di qualità a velocità personalizzate e lo studio di spettrogrammi di un file audio.[3][4] Con oltre 100.000 download asseriti dai fondatori, probabilmente è il software più famoso della sua categoria.[5]
- Praat - sviluppato dal personale dell'Università di Amsterdam e specializzato nell'analisi fonetica del parlato umano.
- Spek - altro software open source nederlandese per l'analisi audio, capace di produrre molto velocemente spettrogrammi personalizzati e di salvarli facilmente.[6]
- Baudline